# Schweinfurt
Schweinfurt là một thành phố dưới thung lũng Lower Franconia vùng Bayern của Đức nằm về phía bên phải của dải đất thuộc con sông Main, với rất nhiều cây cầu bắc qua sông và cách 27 km về phía tây bắc của Würzburg.

## Lịch sử
Tư liệu đầu tiên về thành phố được ghi nhận là năm 792, mặc dù cũng có tài liệu ghi là năm 740 trong một thoả thuận gọi là Trang trại Suinfurde đã đề cập đến. Trong thế kỷ thứ 10 Schweinfurt là thuộc sở hữu của một Bá tước. Lịch sử gần đây có nhắc đến Henry của Schweinfurt (Bavaria) và Judith, người đã cưới và trở thành vợ của Bohemia.
Năm 1810, Schweinfurt đã được mua lại bởi Đại công quốc Würzburg.

## Trung tâm
- Bể bơi
- Thư viện
- Viện âm nhạc
- Fachhochschule Würzburg-Schweinfurt

## Thông tin
- City map Lưu trữ ngày 13 tháng 2 năm 2003 tại Wayback Machine
- Events Lưu trữ ngày 21 tháng 11 năm 2006 tại Wayback Machine

## Dân số
| Năm  | Dân số |
| ---- | ------ |
| 1939 | 49,302 |
| 1950 | 46,128 |
| 1961 | 56,923 |
| 1970 | 58,446 |
| 1987 | 51,962 |
| 2002 | 54,670 |
| 2004 | 54,467 |
| 2006 | 53,970 |

## Nhân vật nổi tiếng
- Nhà thơ và dịch giả Friedrich Rückert